# Cetinska ukliva
Cetinska ukliva (latinski: Telestes ukliva) endemska je vrsta šaranke. Nastanjuje rijeku Cetinu. Tijekom 1990-ih smatrana je izumrlom vrstom. Ponovno je otkrivena 1997. Raniji autori su pogrešno identificirali cetinsku uklivu sa stranom vrstom Telestes muticellus te su pogrešno držali cetinsku uklivu izumrlom vrstom.